# Jean-Pierre Lamy
Pour les articles homonymes, voir Lamy.
Jean-Pierre Lamy, né le 9 juin 1945 à Saint-Mandé et mort le 28 avril 1970 à Paris, est un acteur français.

## Biographie

### Famille
Fils de Marcel Lamy (1902-1987), traducteur technique, et de Geneviève Devaluez (1906-1987).

### Carrière
Il s'est formé au Conservatoire national supérieur d'art dramatique.
En 1956, il voit Robert Hirsch jouer Les Fourberies de Scapin et décide qu'il sera comédien. Après son BAC, il débute dans L'Œuf à la coque qu'il joue plusieurs mois avant d'entrer au Conservatoire d'art dramatique de Paris, dans la classe de Robert Manuel. Il en sort en 1969.
Au cinéma, un seul rôle à son actif, celui de Guillaume de Vallombreuse dans le film d'Édouard Molinaro en 1969, Mon oncle Benjamin aux côtés de Jacques Brel, Claude Jade, Bernard Alane et Lyne Chardonnet.

### Mort

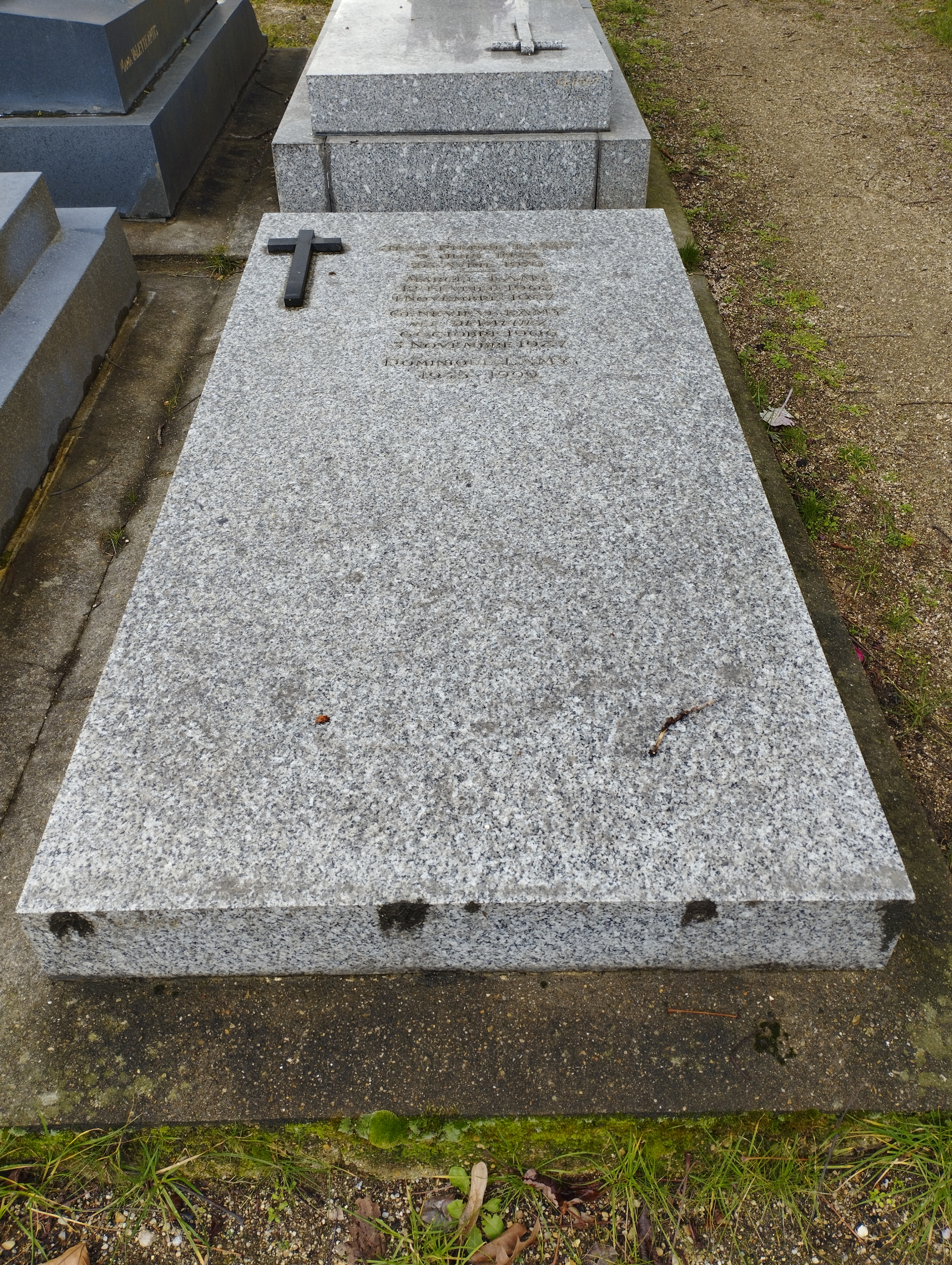
Tombe de Jean-Pierre Lamy au cimetière Sud de Saint-Mandé.

Après une première tentative de suicide par pendaison après un chagrin sentimental, il ouvre le gaz dans son appartement du 38 de la rue Saint-Lambert dans le 15e arrondissement où il meurt le 28 avril 1970 à l'âge de 24 ans.
Il est inhumé dans le cimetière Sud de Saint-Mandé (division 18), dépendant de la commune mais situé dans le 12e arrondissement de Paris.

## Filmographie

### Cinéma
- 1969 : Mon oncle Benjamin d'Édouard Molinaro : Guillaume de Vallombreuse

### Télévision
- 1967 : Au théâtre ce soir : De passage à Paris de Michel André, mise en scène Jacques-Henri Duval, réalisation Pierre Sabbagh, Théâtre Marigny
- 1967 : Au théâtre ce soir : Les 3J ou la nouvelle école de Roger Ferdinand, mise en scène Robert Manuel, réalisation Pierre Sabbagh, Théâtre Marigny
- 1967 : Au théâtre ce soir : Etienne de Jacques Deval, mise en scène Louis Seigner, réalisation Pierre Sabbagh, Théâtre Marigny
- 1967 : Lucide Lucille réalisation Jean-Paul Sassy
- 1968 : Au théâtre ce soir : Mademoiselle de Jacques Deval, réalisation Pierre Sabbagh, Théâtre Marigny
- 1968 : Les Demoiselles de Suresnes réalisation Pierre Goutas (Jojo)
- 1969 : Au théâtre ce soir : Bichon de Jean de Létraz, mise en scène Robert Manuel, réalisation Pierre Sabbagh, Théâtre Marigny
- 1969 : Au théâtre ce soir : George et Margaret de Gérarld Savory, adaptation de Marc-Gilbert Sauvajon et Jean Wall, mise en scène Maurice Guillaud, réalisation Pierre Sabbagh, Théâtre Marigny
- 1969 : Les Trois portes de Jacques Robert, adaptation Abder Isker, réalisation Abder Isker
- 1970 : S.M. Alexandre de Jean Cosmos, réalisation Roland Coste

## Théâtre
- 1965 : L'Œuf à la coque
- 1967 : Interdit au public de Jean Marsan, mise en scène Jean Le Poulain, Théâtre Saint-Georges
- 1970 : La Forêt d'Alexandre Ostrovski, adaptation d'André Barsacq, Théâtre de l'Atelier
- 1970 : Le Bal des voleurs de Jean Anouilh,   Théâtre de l'Atelier